# Зигана (перевал)
Перевал Зигана (тур. Zigana Geçidi) — гірський перевал у Понтійських горах провінція Гюмюшхане, на межі з провінцією Трабзон на північному сході Туреччини
. 
Перевал знаходиться на висоті 2032  м над рівнем моря, за 60  км від Гюмюшхане і 120  км від Трабзона на узбережжі Чорного моря, покритий снігом п'ять місяців на рік 
..
Однойменне село Зигана, розташоване за 3,5  км на південний захід від тунелю, є популярним гірськолижним курортом 
.
До озера Лімні можна дістатись пішки на 3  км по стежці або на машині по трасі 19  км дорога (частково ґрунтова) через село Калканли 
.
25 січня 2009 року на перевалі відбулося сходження лавини, внаслідок чого загинуло 11 туристів 
.
Під перевалом споруджено два тунелі — старий і новий.